# سلاح عصوي

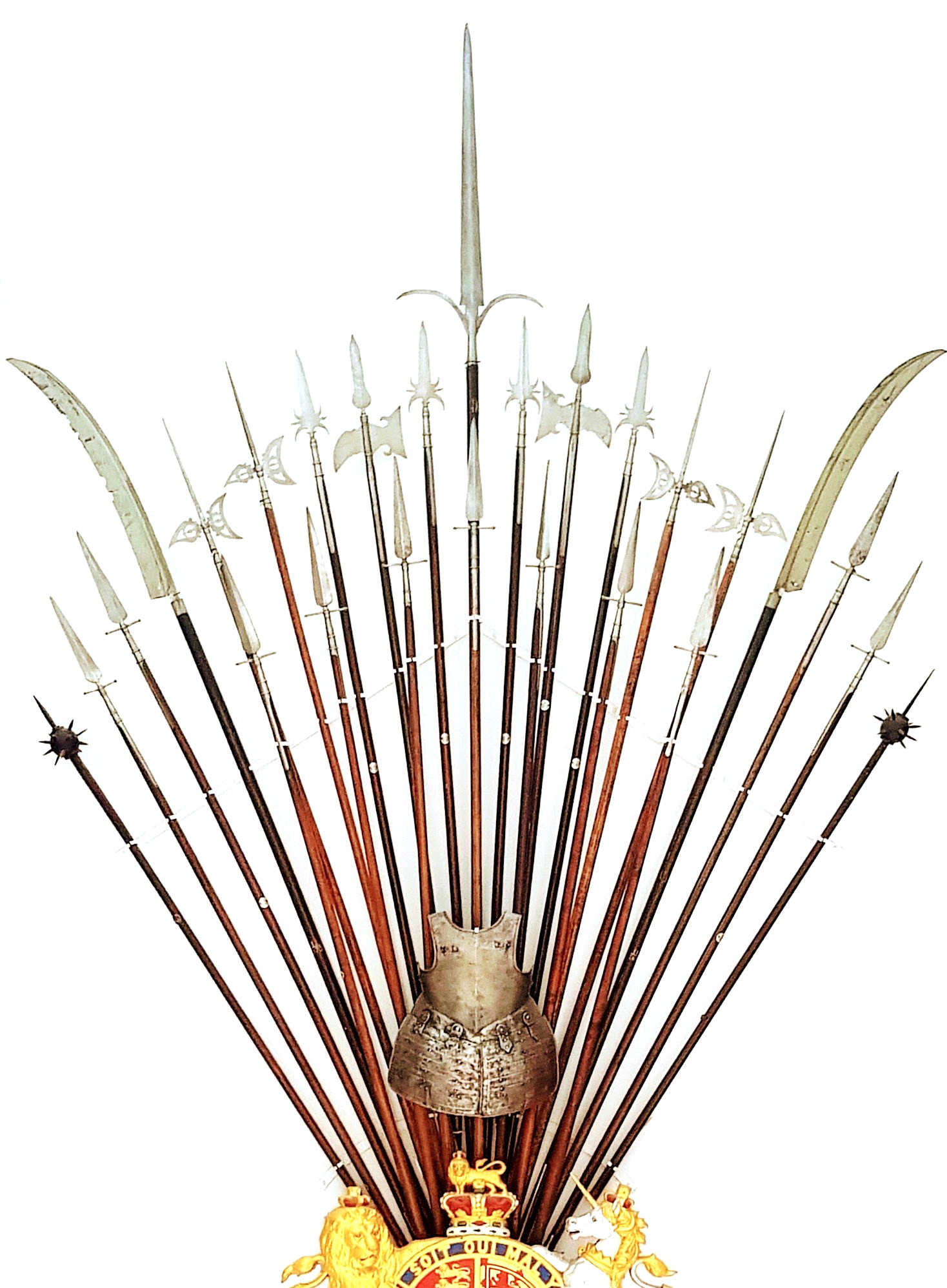
مجموعة متنوعة من الأسلحة العصوية تتكون من دبوس شائك الرأس، ومطارد، بارتيزان (سلاح)، سبنتون، ومهابيل، رنسور في الوسط

السلاح العصوي هو سلاح قتال عن قرب يُركّب فيه الجزء القتالي الرئيس للسلاح في نهاية عصا طويل، عادةً من الخشب، مما يزيد من المدى الفعال للمستخدم وقوة الضرب. الأسلحة العصوية هي في الغالب أسلحة قتال عن قرب. نظرًا لأن العديد من الأسلحة العصوية مقتبسة من الأدوات الزراعية أو غيرها من الأدوات الوفيرة إلى حد ما، وتحتوي على القليل من الأجزاء المعدنية نسبيًا، فقد كانت رخيصة الصنع ومتوفرة بسهولة. عندما كان لدى المتحاربين طبقة فقيرة لا تستطيع دفع ثمن الأسلحة العسكرية المخصصة، فإنهم غالبًا ما يستخدمون الأدوات أسلحةً رخيصة. كانت تكلفة التدريب منخفضة نسبيًا، حيث قضى هؤلاء المزارعون المجندون معظم حياتهم باستخدام هذه "الأسلحة" في الحقول. وهذا ما جعل الأسلحة العصوية السلاح المفضل للفلاحين المجندين وفي ثورات الفلاحين في جميع أنحاء العالم.
يمكن تقسيم الأسلحة العصوية إلى ثلاث فئات: تلك المصممة مع دعم لزيادة المدى ولتستعمل في الطعن أيضًا ضمن تشكيل مربع الرماح الطويلة أو تشكيل سلامي؛ تلك المصممة لزيادة القوة (بسبب تحرك الأيدي بِحُرّية على عمود) لزيادة القوة الزاويّة (تكتيكات التأرجح) ضد سلاح الفرسان؛ وتلك المصممة لتكتيكات الرمي المستخدمة في قتال خط المناوشات. اُستخدم الخطاف الموجود على أسلحة مثل المطرد في تكتيكات السحب أو المصارعة، خاصة ضد الفرسان. نظرًا لتعدد استخداماتها وفعاليتها العالية وتكلفتها المنخفضة، كان هناك العديد من أنواع الأسلحة العصوية، والتي كانت أسلحة شائعة الاستخدام في ساحة المعركة. المنقارية ، معاول الفارس، الفؤوس الدنماركية ، والرماح، والغليفات، عصي الفأس، والمطرد، والحربونات والمهابيل، كلها أنواع من الأسلحة العصوية.